# Brüel
Brüel város Mecklenburg–Elő-Pomerániában.

## Földrajza
Schwerintől 27 km-re található.

## Történelem
Írott forrásban elsőként 1222. június 7-én tűnik fel  mint Bruile.
1340-ben vagy 1377 körül városi jogot kapott

## Brüel híres szülöttei
Friedrich Schlie  (* 1839; †1902, Bad Kissingen) német régész

## Fordítás
- Ez a szócikk részben vagy egészben a Brüel című német Wikipédia-szócikk fordításán alapul.  Az eredeti cikk szerkesztőit annak laptörténete sorolja fel. Ez a jelzés csupán a megfogalmazás eredetét és a szerzői jogokat jelzi, nem szolgál a cikkben szereplő információk forrásmegjelöléseként.